# أندري أولينيك (لاعب كرة قدم)
أندري أولينيك (بالأوكرانية: Олійник Андрій Олегович)‏ هو لاعب كرة قدم أوكراني في مركز حراسة المرمى، ولد في 16 يناير 1986 في بيلا تسيركفا في أوكرانيا. لعب مع كريمين كريمنشوك ‏.

## وصلات خارجية
- أندري أولينيك (لاعب كرة قدم) على موقع اتحاد أوكرانيا (الإنجليزية)
- أندري أولينيك (لاعب كرة قدم) على موقع Soccerway.com (الإنجليزية)